# Anna Stropnická
Anna Stropnická (* 6. května 1989 Praha) je česká herečka, dcera herce a politika Martina Stropnického a sestra Matěje Stropnického.

## Životopis
Část dětství strávila v Portugalsku a Itálii, kde její otec pracoval jako diplomat. Odmaturovala na Akademickém gymnáziu Štěpánská, v roce 2011 absolvovala Vyšší odbornou školu hereckou.
Poprvé hrála v seriálu Ordinace v růžové zahradě, kde ztvárnila dceru doktora Dalibora Frynty (Jan Šťastný) Aničku. Během studia hostovala v Městském divadle Mladá Boleslav. Od září 2012 je členkou Divadla pod Palmovkou.

## Divadlo
- Městské divadlo Mladá Boleslav
- Tygr v tísni
- Pidivadlo
- Café teatr Černá labuť
- Divadlo pod Palmovkou
- Moravské divadlo Olomouc[4]

## Filmografie

### Filmy
- 2010 Status-Online – Jessica
- 2011 V peřině – Bětka
- 2013 Chameleon – Alice
- 2016 Řachanda
- 2018 Pepa – Irena

### Televizní filmy
- 2013 Stopy života - Dívčí sen

### Seriály
- 2005 Ordinace v růžové zahradě – Anička Fryntová
- 2013 Stopy života – Jana
- 2013 Bez hranic – Famke
- 2014 Clona – zdravotní sestra
- 2015 Svatby v Benátkách – Karolína Říčařová